# Джо Коул
Джо́зеф Джон (Джо) Ко́ул (англ. Joseph John (Joe) Cole; нар. 8 жовтня 1981, Лондон, Англія) — англійський футболіст, півзахисник. Відомий, зокрема виступами за футбольні клуби «Вест Гем Юнайтед», «Челсі», а також національну збірну Англії.

## Біографія
Коул народився в Педдінгтоні (Лондон) і жив там, поки не переїхав до Камден Таун у віці шести років. Він здобув освіту в початковій школі Св. Марії разом з братом і сестрою Нікі Чарлі.

## Кар'єра

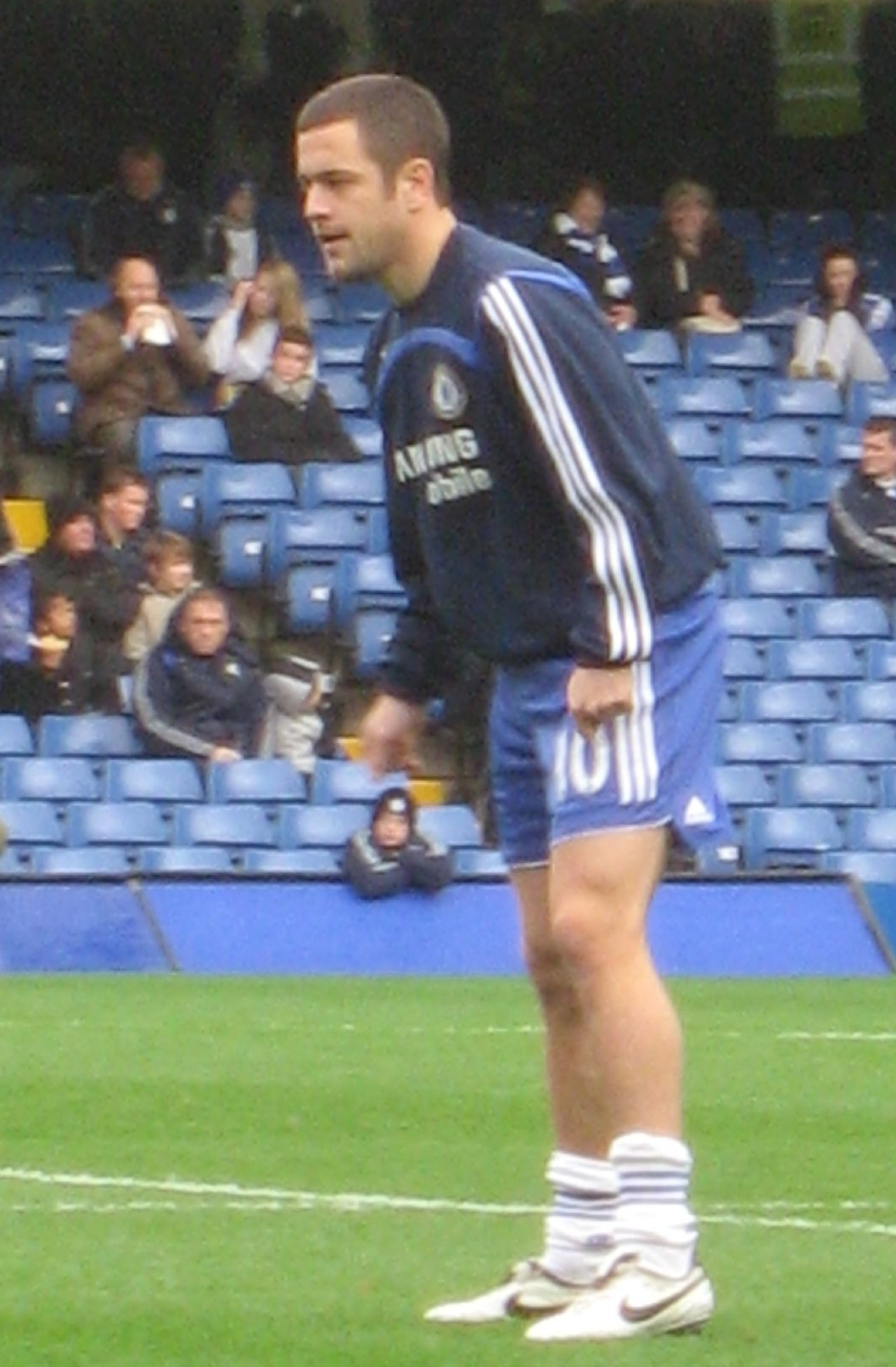
Джо Коул у складі «Челсі»

### Клубна кар'єра
1999 року, будучи юніором, уклав свій перший контракт з футбольним клубом «Вест Гем». У сезоні 2002–2003 став капітаном команди.
6 серпня 2003 року уклав контракт з лондонським «Челсі», який заплатив за трансфер півзахисника 6,6 млн фунтів. У складі цієї команди дебютував 13 серпня 2003 року.
Влітку 2010 року Коул на правах вільного агента покинув «Челсі». Сам Коул назвав причини, з яких він покинув клуб, політичними і ніяк не зв'язаними ні з футболом, ні з заробітною платою футболіста.
19 липня 2010 гравець перейшов до «Ліверпуля» на правах вільного агента. У «Ліверпулі» Коул отримав футболку з номером «10». 16 вересня 2010 Коул забив свій перший м'яч у складі «червоних» у матчі Ліги Європи в ворота Стяуа. 1 січня 2011 року забив свій перший гол за «Ліверпуль» у Прем'єр-Лізі у матчі з Болтоном, який мерсісайдці виграли 2-1.
31 серпня 2011 року Коул підписав річний контракт оренди з французьким «Ліллем».

### Кар'єра в збірній
У збірній Англії грав на Чемпіонаті світу в 2002, 2006 і 2010 роках, а також на Чемпіонаті Європи 2004 року.

## Досягнення
- Чемпіон Англії (3):

«Челсі»: 2004-05, 2005-06, 2009-10
- Володар Кубка Англії (3):

«Челсі»: 2006-07, 2008-09, 2009-10
- Володар Суперкубка Англії (2):

«Челсі»: 2005, 2009
- Володар Кубка Футбольної ліги (2):

«Челсі»: 2004-05, 2006-07
- Володар звання гравця року футбольного клубу «Челсі» в 2008 р.